# Giudicarie
Le Giudicarie sono una zona del Trentino occidentale che comprende l'alto corso del Sarca immissario del lago di Garda, dalla sorgente nell'alta Val Rendena fino alla forra del Limarò (m 270) e del Chiese fino al suo sbocco nel Lago d'Idro (m 368).

## Storia
Il primo utilizzo del nome risale al XIII secolo con derivazione probabilmente dal latino Judicium, nel senso di ufficio giudiziario o di luogo in cui si celebravano i giudizi e quindi di zona di competenza di un ufficio giudiziario: si ricordi che nell'ordinamento asburgico ancora agli inizi del XX secolo anche le zone di competenza amministrativa erano definite "Giudizi" o "Giudicature" perché come controllore dell'amministrazione statale e locale di una certa zona era preposto il giudice competente per quella zona. In tal senso è di particolare rilievo che fin da tempi immemorabili e comunque dal Medioevo. 
Le Giudicarie erano una zona che si era conquistata una certa autonomia amministrativa dal dominio del Principe Vescovo di Trento, il quale esercitava per esempio un più pregnante controllo sul "libero" comune di Storo (comprendente l'attuale abitato di Storo e la frazione di Darzo), posto all'estremità sud delle Giudicarie sulla Valle del Chiese, mentre il vicino abitato di Lodrone (sempre all'estremo sud delle Giudicarie) era sotto il dominio diretto dei conti di Lodron per nomina imperiale diretta di un territorio sito pur sempre nella stessa zona della Valle del Chiese ed unito ad altri piccoli territori sotto dominio dei conti di Lodron nelle vicinanze e fuori attualmente dal territorio trentino come la Val Vestino (ora parte della provincia di Brescia), anche se ovviamente, con alterne vicende, i conti di Lodron risentirono e furono in qualche modo subordinati al Principe Vescovo di Trento.
I "liberi" comuni rurali delle Valli Giudicarie mantennero la loro unione per centinaia di anni sotto il nome di "sette Pievi delle Giudicarie", "pievi" essendo le chiese parrocchiali e parrocchie essendo il territorio delle chiese più importanti, a cui erano subordinate le "curazie", chiese rette da un curato con una determinata competenza territoriale, mentre le chiese minori secolari (cioè non annesse a conventi) senza competenza territoriale erano dette "cappellanie". 
Le valli furono possedimento della chiesa tridentina dal 1359, ma le faide fra i conti d'Arco e di Lodrone, che si protrassero sino al 1441, dilaniarono le Giudicarie che nel 1447 appaiono divise in Giudicarie Interne (dette anche Interiori; Ulteriori od Occidentali) composte da 4 pievi occidentali: Bono, Condino, Rendena, Tione; e in Giudicarie Esterne (altresì dette pure Esteriori; Citeriori od Orientali) composte da 3 pievi orientali: Lomaso, Bleggio, Banale; situazione de facto riconosciuta dal vescovo Giorgio II nel 1451.
La principale attività unitaria delle "Sette Pievi delle Giudicarie", oltre a rappresentarsi unitariamente verso le Autorità superiori (cioè il Principe Vescovo di Trento e l'Imperatore del Sacro Romano Impero "nationis germanicae", quest'ultimo poi identificato nell'Imperatore d'Austria), era la suddivisione dell'utilizzo dei pascoli montani e dei boschi, analogamente a quanto avveniva in altre zone del Trentino (ad esempio Magnifica comunità di Fiemme). Nel 1872 le Sette Pievi delle Giudicarie costruirono con un grosso esborso a loro carico la strada diretta di collegamento da Tione a Trento, che prima non esisteva, il collegamento diretto essendo prima con Riva del Garda attraverso il passo del Durone ed il passo di Ballino e da Riva del Garda verso Mori e quindi verso Rovereto e poi verso Trento.
Nel XVIII secolo lo storico locale Cipriano Gnesotti descrisse l'area situata intorno ai fiumi Sarca e Chiese includendovi le sette Chiese principali dette con vocabolo usitato Le Sette Pievi: due sopra il Chiese, e sono Bono e Condino; le altre cinque stanno sulle sponde del fiume Sarca, cioè Rendena, Tione, Banale, Bleggio e Lomaso. e prosegue affermando che Questa unione di Terre e Villaggi viene denominata Giudicaria, ovvero in termine plurale Giudicarie, ... governate dal Vescovo Principe di Trento, il quale si denomina “Marchese delle Giudicarie”.
L'area delle Giudicarie nel corso del XIX secolo fu colpita da numerose inondazioni. Tra queste si ricordano quella del settembre 1882 e del giugno 1883 che causarono alcune vittime.

## Geografia
Il territorio è diviso in Giudicarie interiori ed esteriori. 

Attualmente le Giudicarie Interiori comprendono:
- da un punto di vista geografico la val Rendena (da Passo Campo Carlo Magno al rio Finale), la Busa di Tione (dal rio Finale al lago di Roncone ed alla forra di Ponte Pià - passo Durone), la valle del Chiese (dal lago di Roncone al lago d'Idro);
- da un punto di vista amministrativo 33 comuni, di cui 12 in val Rendena, 8 nella Busa di Tione e 13 nella valle del Chiese;

le Giudicarie Esteriori comprendono:
- da un punto di vista geografico il Banale (in sponda sinistra del Sarca), il Bleggio (in sponda destra del Sarca ed in sponda sinistra del torrente Duina), il Lomaso (in sponda destra del Sarca ed in sponda destra della Duina);
- da un punto di vista amministrativo 5 comuni, di cui 2 nel Banale, 1 nel Bleggio, 1 nel Lomaso e 2 di recente fusione. Il comune di Comano Terme è frutto della fusione dei comuni di Bleggio Inferiore e di Lomaso; il comune di San Lorenzo Dorsino è frutto della fusione del comune di San Lorenzo in Banale e del comune di Dorsino.

Sino alla fine del XIX secolo comprendevano anche i comuni di Ranzo e Margone, ora frazioni del comune di Vallelaghi.
Le Valli Giudicarie, situate all'estremità sud-occidentale della Provincia di Trento, includono l'alto bacino del fiume Chiese ed il bacino del fiume Sarca. Il punto più elevato del territorio è la Cima Presanella a quota 3.558 m s.l.m.
La popolazione di 35.442 abitanti (censimento 2001) pari al 7,44% del totale provinciale (476.442 abitanti). La popolazione media dei 40 Comuni è di 886 unità, dal comune di Massimeno con 106 abitanti al comune di Storo con 4.554 abitanti e la densità è di 30,12 abitanti/km². Le Giudicarie sono costituite da un territorio prevalentemente montuoso; la colonizzazione riguarda quasi esclusivamente il fondovalle e le pendici pedemontane.

## Ente istituzionale
In Trentino-Alto Adige le comunità montane sono state sostituite dai comprensori. Il territorio delle Giudicarie è stato amministrato dal Comprensorio delle Giudicarie (C8) con sede in Tione di Trento fino al 2010, da quando, con l'istituzione delle Comunità di valle in provincia, il comprensorio è stato sostituito dalla Comunità delle Giudicarie.